# 일본잎갈나무
일본잎갈나무 또는 당송(학명: Larix kaempferi 라릭스 카임프페리[*], 영어: karamatsu 또는 Japanese larch)은 일본이 원산지이고 1904년부터 들어와 대한민국에 가장 많이 재식되어 있는 낙엽성 침엽교목이다. 주로 낙엽송(落葉松)이라고 부른다.

## 특징
높이는 30~40m, 지름 2.5m 정도 되고 나무껍질은 암갈색으로 균열이 생기면 긴 바늘조각으로 벗겨진다. 잎은 선형으로 길이 2~4cm 이고 끝이 뾰족하다. 긴 가지에서는 어긋나고 잔 가지에서는 국화꽃처럼 다발로 나는데, 선녹색을 띠며 가을에는 노란색 또는 황갈색으로 단풍이 든다. 암수한그루로 수꽃·암꽃 모두 잔가지 위에 나고 5월에 꽃이 핀다. 수꽃은 노란색이고 타원형이며, 암꽃은 담홍색이고 달걀꼴이다. 구과는 대체로 넓은 달걀꼴이고 길이 2,0-3.5cm, 너비 1.2-2.5cm이며 위쪽을 향하고 10월 무렵 황갈색으로 익는다. 실편(종자)의 갯수가 30개 이상이다. 실편의 모양은 삼각형이고 긴 날개가 있다.

## 쓰임새
실편은 물 속에서의 내구성이 강하여 방풍·방설수로 많이 쓰이며 목재는 침목·건축·펄프 등의 원료로 많이 쓰인다. 매우 빨리 자라는 속성이 있어 산불피해지역의 복구림으로 쓰여 전국적으로 가장 많이 조림되었다.